# نقار خانا

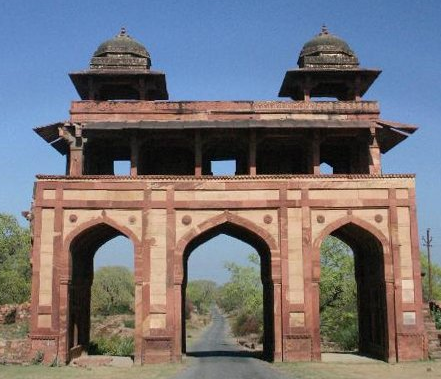
نقار خانا بالقرب من فتحبور سيكري، دلهي.

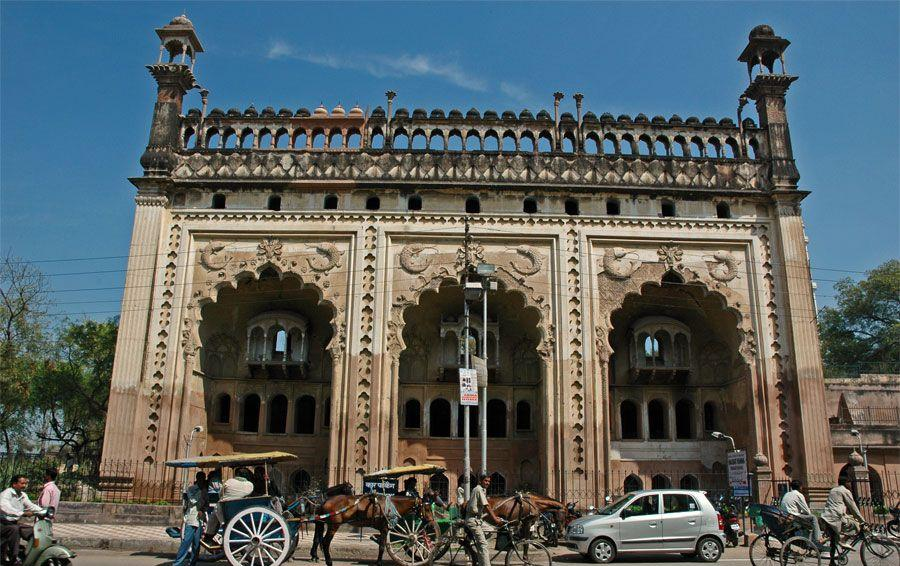
نقار خانا في بارا إيمبارا، لكهنؤ.

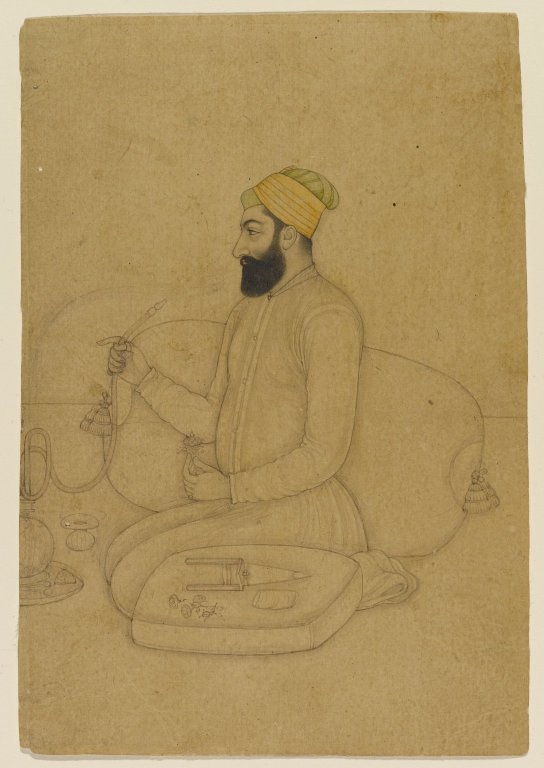
صورة لميرزا دخاني نقار خانا، متحف بروكلين.

نقار خانا (باللغة الهندية: नक़्क़ार ख़ाना; باللغة الأردية: نقّار خانہ) أو نوبة خانا (باللغة الهندية: नौबत ख़ाना; باللغة الأردية: نوبت خانہ) هو مصطلح لمنزل الطبول أو حفرة الأوركسترا خلال الاحتفالات.
الاسم يعني حرفيًا طبل (نقار / نوبات) - منزل (خانا). إنها علامة مميزة على الهندسة المعمارية المغولية وتم بناؤها تحت مناطق نفوذها في الهند وباكستان والبلدان المجاورة.
لعبت عائلة بسم الله خان دور شناي لعدة أجيال في نقار خاناس المطلة على القصور والمعابد والتي مكنت من سماع موسيقاهم في جميع أنحاء الريف.

## مواقع مهمة

### الحصن الأحمر

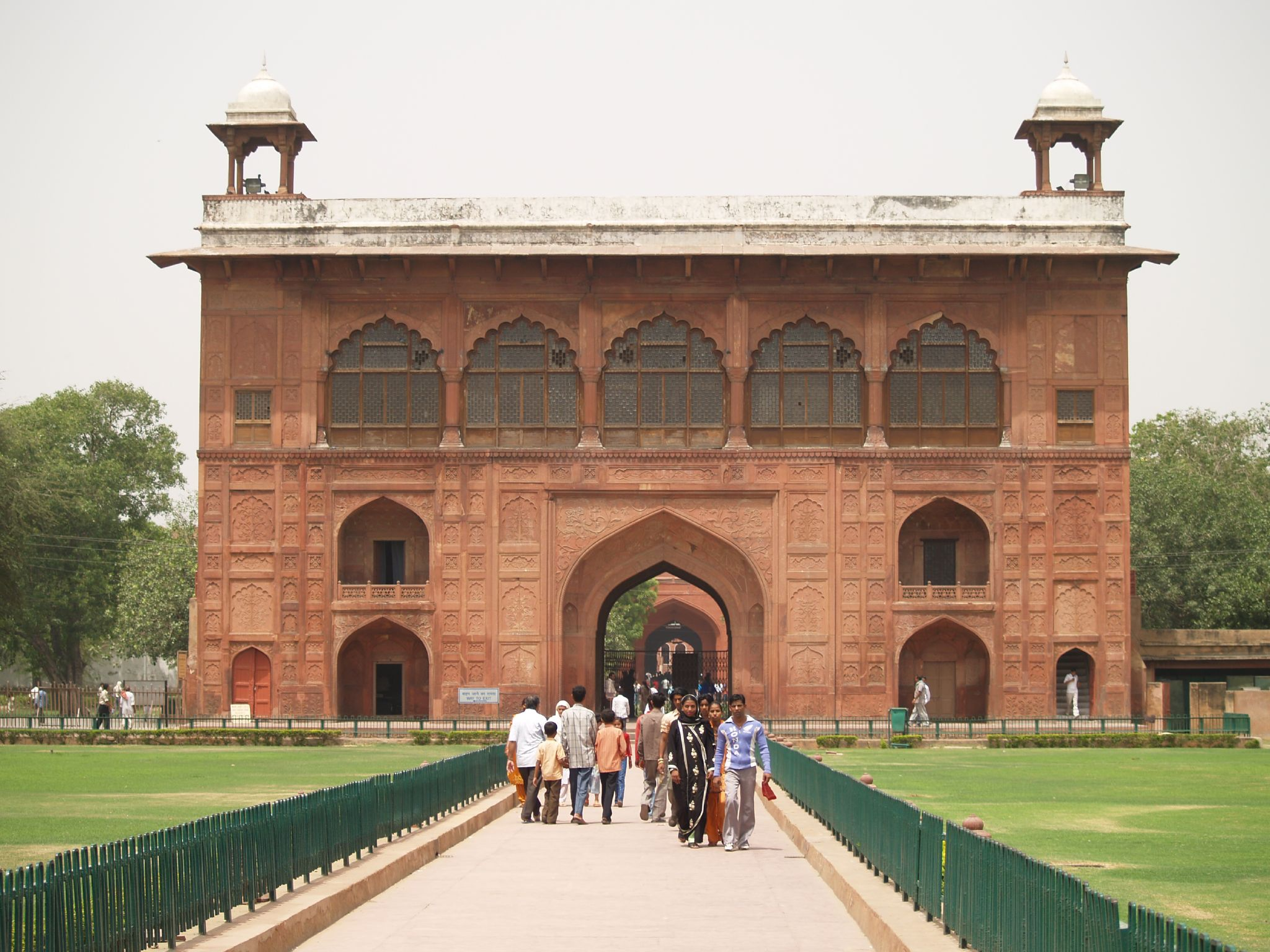
نقار خانا في الحصن الأحمر.

يقع الجناح المسمى نقار خانا في الحصن الأحمر في دلهي بالقرب من المدخل على الجانب الشرقي من حارة الركائز العشر، بجانب جناح مختلف حيث تم وضع محفات ضخمة وغيرها من الأدوات. تضم 18 نوعًا من الآلات الموسيقية التي كانت تشكل جزءًا من الحاشية الملكية.
تم بناؤه في 1636م من قبل المغول. بعد انتهاء رعايتهم، سقطت نقار خانا في حالة من عدم الاستقرار وبقيت في تلك الولاية لمدة قرن تقريبًا حتى استعادها بريطاني يدعى جورج فيشر في عام 1858م لمدرسة زيلا الجديدة (مدرسة المقاطعة). بعد نهاية مرحلة الراج البريطاني، أصبح المكان متهالك. رفضت البعثة الأمريكية أخذها كهدية بسبب حالتها السيئة. استخدمتها الحكومة كمقر للشرطة لبعض الوقت، لكنها تشغل حاليًا كمدرسة متوسطة.
في الآونة الأخيرة، تم رسم أحد جوانبها باللون الأبيض (بدلا من اللون الأحمر الأصلي) من قبل هيئة المسح الأثري في الهند حيث يُعتقد أنه لونها الأصلي.

### تاج محل
يحتوي مجمع تاج محل على نقار خانا.